# Rockhal
 (avril 2024).
La Rockhal est une salle de concert située à Esch-sur-Alzette au Luxembourg. Le public frontalier qu'il soit français, belge ou allemand s’y presse pour sa programmation. D'une capacité maximale de 6 500 personnes, la Rockhal est ouverte depuis le 23 septembre 2005 sur l’ancien site industriel de Belval.

## Histoire
La construction d'une salle de musique au Luxembourg était déjà envisagée depuis la fin des années 70. En 1995, l'installation de la salle de concert était prévue dans la halle des soufflantes sur la friche industrielle à Belval-Ouest. Finalement, ce sera un nouveau bâtiment qui verra le jour sur la friche industrielle de Belval-Ouest.
En 2002, le nouveau projet de loi du Centre de Musiques Amplifiées a été déposé à la Chambre des Députés par la Ministre des Travaux Publics. Examiné par le Conseil d'État et rapporté à la Chambre des Députés, le projet de loi a été voté le 20 mars 2003.
Le 21 juillet 2003, le Fonds Belval a procédé au début de la construction de la Rockhal accompagné de l’ancienne Ministre de la Culture, Erna Hennicot-Schoepges, et de nombreux invités. La Rockhal est le premier projet du Fonds Belval à Belval-Ouest.
Le premier concert proposé par la salle est celui de The Prodigy, un groupe electro-rock britannique.
Au cours de la pandémie de Covid-19 au Luxembourg, la Rockhal est réaménagée en centre de soins avancés à partir du 23 mars 2020.

## Programmation
Allant du rock au reggae en passant par l'électro et le rap, le blues, le métal, la pop ou encore le jazz, la Rockhal organise pas moins de 100 et 160 concerts chaque année.
Plus qu’une salle de concerts, la Rockhal est un endroit de rencontre, de partage, d’apprentissage et de fête. La Rockhal programme alors tous genres de spectacles laissant la scène aux comiques et aux arts de rue comme le Cirque du Soleil.

## Description de la salle
La Rockhal est composée de quatre scènes : le Main Hall qui peut accueillir 6 500 visiteurs, le Club qui peut recevoir jusqu’à 1 200 personnes et enfin le Floor qui a une capacité de 250 entrées.